# Tony González
Anthony David Gonzalez (nacido el 27 de febrero de 1976 en Torrance, California) es un exjugador de fútbol americano, que se desempeñaba como tight end y que jugó en la National Football League (NFL). Jugó al fútbol americano universitario en la Universidad de California en Berkeley y fue reconocido con el honor All-American en 1996. 
Fue elegido por los Kansas City Chiefs en la primera ronda NFL Draft de 1997, equipo donde jugó hasta 2008, para pasar a los Atlanta Falcons desde 2009 hasta su retiro en 2013. González fue elegido al Pro Bowl 14 veces y 10 veces al All Pro.
Tony actualmente ostenta récords en la NFL de recepciones de touchdowns (111) y recepciones en total de yardas (15 127) para un tight end. González también fue conocido por constancia, solo se ausentó en 2 partidos en sus 17 temporadas disputadas. Desde la temporada 2000, González llegó a 1145 recepciones y solo permitió un fumble.
Actualmente es analista de los programas “FOX NFL Kickoff” y “FOX NFL Sunday” de la cadena FOX Sports.